# PTGER3
PTGER3 (англ. Prostaglandin E receptor 3) – білок, який кодується однойменним геном, розташованим у людей на короткому плечі 1-ї хромосоми. Довжина поліпептидного ланцюга білка становить 390 амінокислот, а молекулярна маса — 43 310.
| 10         |  | 20         |  | 30         |  | 40         |  | 50         |
| ---------- |  | ---------- |  | ---------- |  | ---------- |  | ---------- |
| MKETRGYGGD |  | APFCTRLNHS |  | YTGMWAPERS |  | AEARGNLTRP |  | PGSGEDCGSV |
| SVAFPITMLL |  | TGFVGNALAM |  | LLVSRSYRRR |  | ESKRKKSFLL |  | CIGWLALTDL |
| VGQLLTTPVV |  | IVVYLSKQRW |  | EHIDPSGRLC |  | TFFGLTMTVF |  | GLSSLFIASA |
| MAVERALAIR |  | APHWYASHMK |  | TRATRAVLLG |  | VWLAVLAFAL |  | LPVLGVGQYT |
| VQWPGTWCFI |  | STGRGGNGTS |  | SSHNWGNLFF |  | ASAFAFLGLL |  | ALTVTFSCNL |
| ATIKALVSRC |  | RAKATASQSS |  | AQWGRITTET |  | AIQLMGIMCV |  | LSVCWSPLLI |
| MMLKMIFNQT |  | SVEHCKTHTE |  | KQKECNFFLI |  | AVRLASLNQI |  | LDPWVYLLLR |
| KILLRKFCQI |  | RYHTNNYASS |  | STSLPCQCSS |  | TLMWSDHLER |  |            |

A: Аланін

C: Цистеїн

D: Аспарагінова кислота

E: Глутамінова кислота

F: Фенілаланін

G: Гліцин

H: Гістидин

I: Ізолейцин

K: Лізин

L: Лейцин

M: Метіонін

N: Аспарагін

P: Пролін

Q: Глутамін

R: Аргінін

S: Серин

T: Треонін

V: Валін

W: Триптофан

Кодований геном білок за функціями належить до рецепторів, g-білокспряжених рецепторів, білків внутрішньоклітинного сигналінгу. 
Локалізований у клітинній мембрані, мембрані.